# Juliusthal (Bad Berneck im Fichtelgebirge)
Juliusthal (auch Mittlerer Röhrenhof genannt) ist ein Gemeindeteil der Stadt Bad Berneck im Fichtelgebirge im Landkreis Bayreuth (Oberfranken, Bayern). Juliusthal liegt in der Gemarkung Escherlich.

## Geografie
Der Weiler liegt im tief eingeschnittenen Tal des Weißen Mains und ist allseits von bewaldeten Anhöhen des Fichtelgebirges umgeben. Die Bundesstraße 303 führt entlang des Weißen Mains nach Schmelz (0,4 km südlich) bzw. nach Hinterröhrenhof (0,5 km nordöstlich).

## Geschichte
Juliusthal gehörte im 18. Jahrhundert zur Realgemeinde Röhrenhof.
Von 1797 bis 1810 unterstand Juliusthal dem Justiz- und Kammeramt Gefrees. Infolge des Ersten Gemeindeedikts wurde Juliusthal dem 1812 gebildeten Steuerdistrikt Berneck und der zugleich gebildeten Ruralgemeinde Röhrenhof zugewiesen. Mit dem Zweiten Gemeindeedikt (1818) wurde diese Teil der Ruralgemeinde Escherlich. Im Zuge der Gebietsreform in Bayern wurde Juliusthal am 1. Mai 1978 in Bad Berneck im Fichtelgebirge eingegliedert.

### Einwohnerentwicklung
| Jahr      | 001818 | 001819 | 001861 | 001871 | 001885 | 001900 | 001925 | 001950 | 001961 | 001970 | 001987 |
| Einwohner | *42    | *81    | 16     | 11     | 5      | 12     | 27     | 43     | 40     | 12     | 8      |
| Häuser    | *6     |        |        |        | 1      | 2      | 3      | 2      | 4      |        | 3      |
| Quelle    | [ 6 ]  | [ 9 ]  | [ 10 ] | [ 11 ] | [ 12 ] | [ 13 ] | [ 14 ] | [ 15 ] | [ 16 ] | [ 17 ] | [ 1 ]  |

## Religion
Juliusthal ist evangelisch-lutherisch geprägt und nach St. Erhard (Goldkronach) gepfarrt.